# Pacific Tri-Nations 1990
Das Pacific Tri-Nations 1990 war die achte Ausgabe des Rugby-Union-Turniers Pacific Tri-Nations. Dabei spielten die Nationalmannschaften von Fidschi, Westsamoa und Tonga um den Titel des Ozeanien-Meisters. Nach drei Spielen, in denen die drei Teilnehmer jeweils einmal gegen die beiden anderen Teams antraten, sicherte sich Westsamoa zum zweiten Mal den Titel.

## Tabelle
|    | Land      | Spiele | Siege | Unent. | Ndlg. | Spiel- punkte | Diff. | Tabellen- punkte |
| -- | --------- | ------ | ----- | ------ | ----- | ------------- | ----- | ---------------- |
| 1. | Westsamoa | 2      | 2     | 0      | 0     | 43:26         | + 17  | 4                |
| 2. | Fidschi   | 2      | 1     | 0      | 1     | 36:39         | − 3   | 2                |
| 3. | Tonga     | 2      | 0     | 0      | 2     | 18:32         | − 14  | 0                |

## Ergebnisse
| 24. März 1990 | Tonga                                                            | 9 : 19  | Fidschi                                                                                               | Teufaiva Sport Stadium, Nukuʻalofa Zuschauer: 15.000 Schiedsrichter: Keve Tunutapa (Samoa) |
| 24. März 1990 | Versuche: ʻAtiola Erhöhungen: Tuivailala Straftritte: Tuivailala | Bericht | Versuche: Olsson Vonolagi Erhöhungen: Rokowailoa Straftritte: Rokowailoa Vonolagi Dropgoals: Vonolagi | Teufaiva Sport Stadium, Nukuʻalofa Zuschauer: 15.000 Schiedsrichter: Keve Tunutapa (Samoa) |

| 17. Juni 1990 | Westsamoa | 12 : 6 | Tonga | Apia Park, Apia |
| 17. Juni 1990 | Bericht   |        |       | Apia Park, Apia |

| 1. Juli 1990 | Fidschi                                              | 17 : 30 | Westsamoa                                                                               | Ratu Cakobau Park, Nausori Zuschauer: 8.000 Schiedsrichter: Jo Fonua (Tonga) |
| 1. Juli 1990 | Versuche: Rasari Rauluni Straftritte: Koroduadua (3) | Bericht | Versuche: Faʻamasino Sio Tagaloa Vaega Erhöhungen: Aiolupo (2) Straftritte: Aiolupo (2) | Ratu Cakobau Park, Nausori Zuschauer: 8.000 Schiedsrichter: Jo Fonua (Tonga) |